# Mario Lusiani
Mario Lusiani (Vescovana, 4 maggio 1903 – 3 settembre 1964) è stato un pistard e ciclista su strada italiano.
Nel 1928 vinse la medaglia d'oro olimpica nell'inseguimento a squadre insieme a Cesare Facciani, Giacomo Gaioni e Luigi Tasselli. Fu poi professionista e indipendente tra il 1928 e il 1934.

## Palmarès

### Pista
- 1928 (dilettanti)

Giochi olimpici, Inseguimento a squadre (con Giacomo Gaioni, Cesare Facciani e Luigi Tasselli)

### Strada
- 1926 (dilettanti)

La Popolarissima
Giro del Piave
Piccolo Giro di Lombardia
- 1927

Campionati italiani, classifica Indipendenti
Coppa Caivano
- 1933

Corsa Nazionale dello Statuto - Coppa Petrino
- 1934

Giro Ciclistico del Polesine

## Piazzamenti

### Classiche monumento
- Milano-Sanremo

1927: 13º
1931: 44º
1934: 48º

### Competizioni mondiali
- Giochi olimpici

Amsterdam 1928 - Inseguimento a squadre: vincitore